# Mlýnice (Nová Ves)

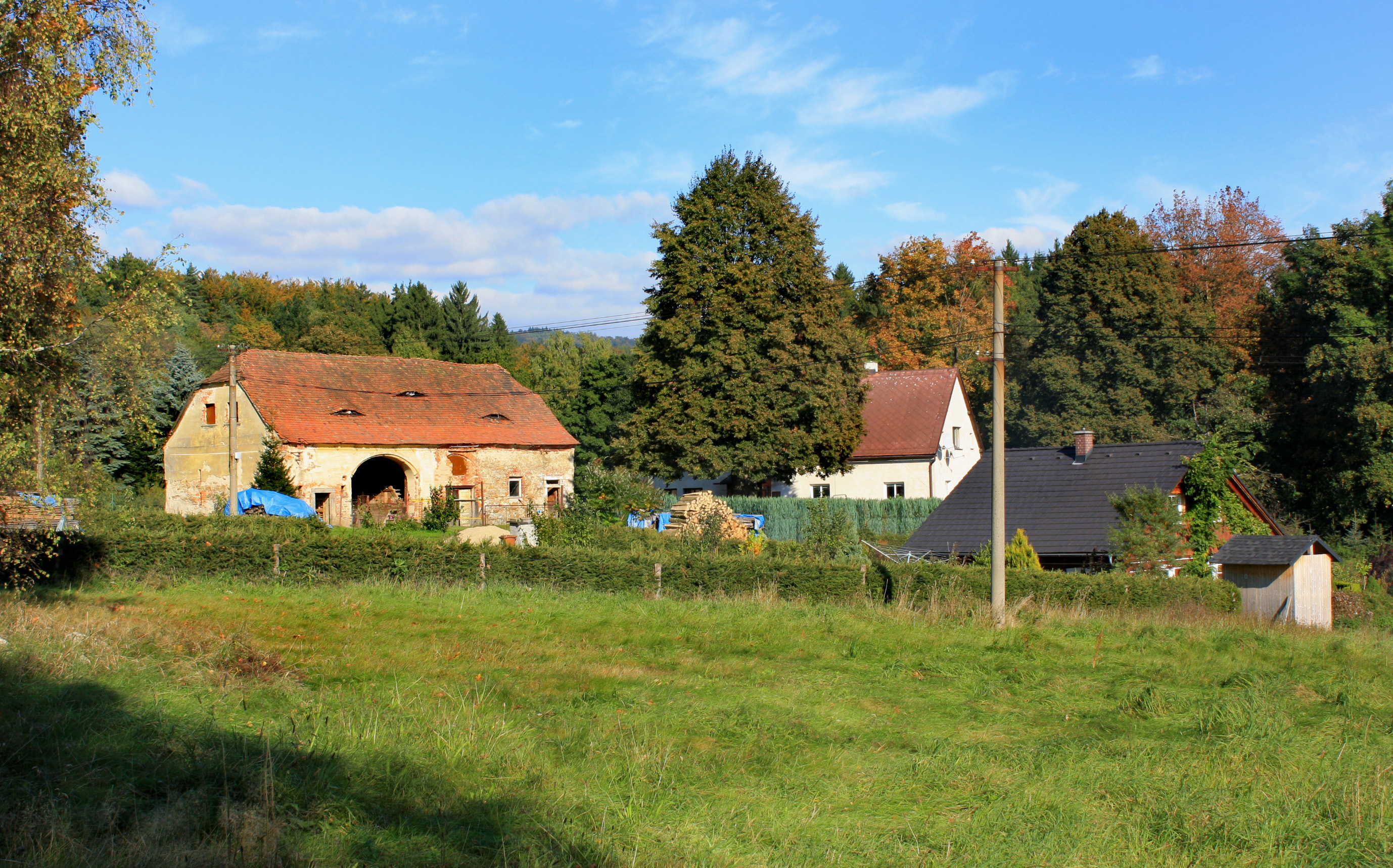
Nördlicher Teil des Dorfes

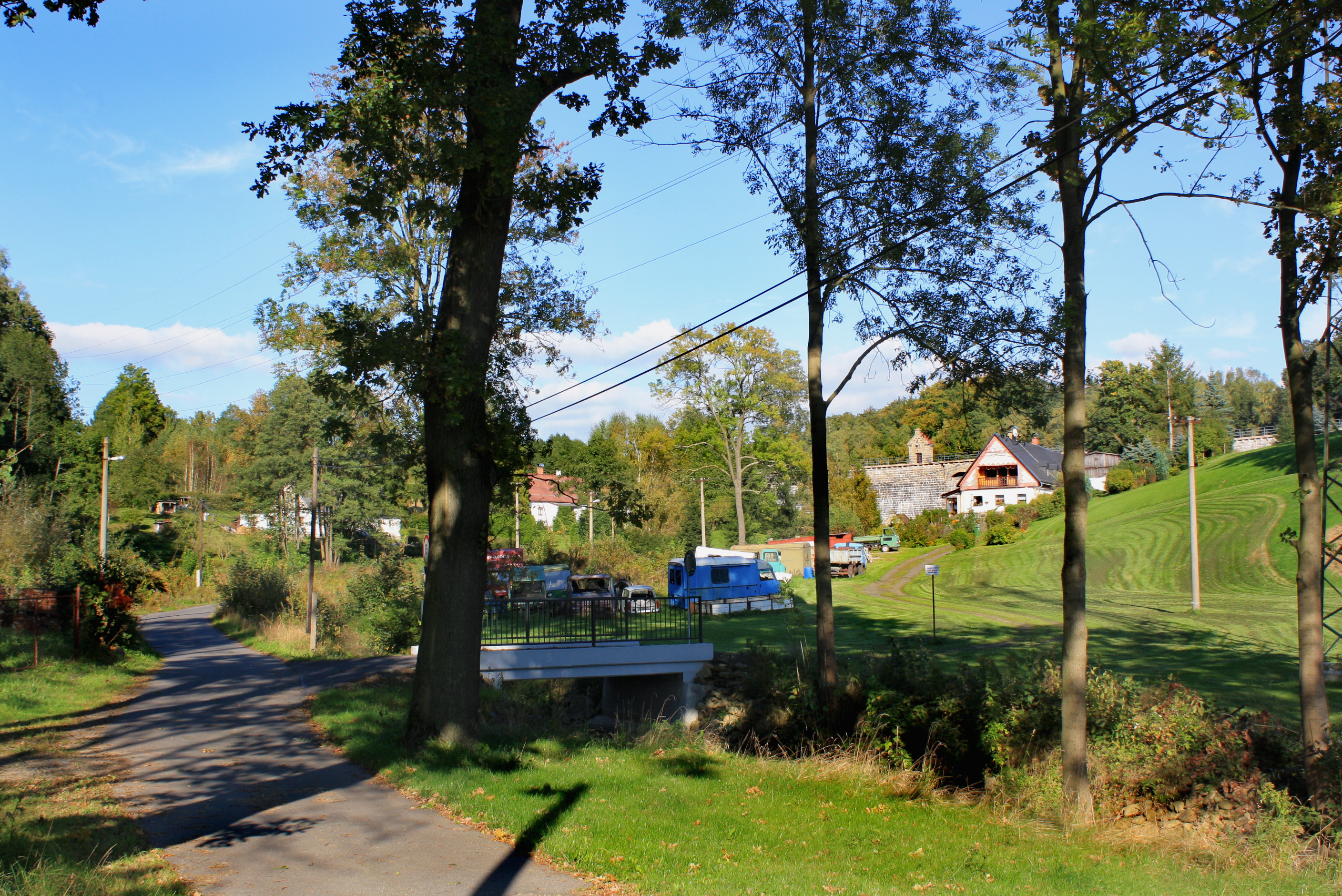
Südlicher Teil des Dorfes, im Hintergrund die Staumauer der Talsperre

Mlýnice, bis 1946 Mühlscheibe, ist ein Ortsteil der Gemeinde Nová Ves in Tschechien. Er liegt fünf Kilometer nordöstlich des Stadtzentrums von Chrastava und gehört zum Okres Liberec.

## Geographie
Mlýnice liegt in den westlichen Ausläufern des Isergebirges. Das Dorf erstreckt sich am
Unterlauf des Baches Albrechtický potok (Scheidebach) bis zu dessen Mündung in die Jeřice (Görsbach). Nordöstlich erheben sich der Kančí vrch (Schwarzberg, 680 m) und der Špičák (Buschullersdorfer Spitzberg, 724 m), im Osten der Březový vrch (466 m), südlich der Závětří (432 m) und der Novoveský vrch (Neudörfler Berg, früher Steinberg, 511 m) sowie nordwestlich der Výhledy (Gickelsberg, 569 m), der Spálený vrch (Brandberg, 581 m), der Lysý vrch (Kahleberg, 643 m) und die Kameniště (Neundorfer Steinberg, 608 m). Im Ort befindet sich die Talsperre Mlýnice. Durch Mlýnice verläuft die Fernverkehrsstraße I/13 zwischen Liberec und Frýdlant.
Nachbarorte sind Kristiánov und Albrechtice u Frýdlantu im Norden, Filipov im Nordosten, Oldřichov v Hájích im Osten, Mníšek im Südosten, Krásná Studánka, Amerika und Nová Víska im Süden, Nová Ves im Südwesten, Dolní Vítkov und Horní Vítkov im Westen sowie Jasna Góra und Vysoký im Nordwesten.

## Geschichte
Die erste schriftliche Erwähnung des zum Gut Neundorf gehörigen Dorfes erfolgte im Jahre 1595. Johann Joachim Pachta von Rayowa verkaufte das Gut Neundorf 1712 an Wenzel Graf Gallas, der es an seine Herrschaft Reichenberg anschloss.
Im Jahre 1832 bestand Mühlscheibe aus 19 Häusern mit 121 deutschsprachigen Einwohnern. Im Ort gab es eine Kattunweberei der Firma Franz Bekert. Pfarrort war Neundorf. Bis zur Mitte des 19. Jahrhunderts blieb Mühlscheibe der Allodialherrschaft Reichenberg untertänig.
Nach der Aufhebung der Patrimonialherrschaften bildete Mühlscheibe ab 1850 einen Ortsteil der Gemeinde Neundorf im Bunzlauer Kreis und Gerichtsbezirk Kratzau. Ab 1868 gehörte das Dorf zum Bezirk Reichenberg. Zwischen 1904 und 1906 wurde durch die Wassergenossenschaft zur Regulierung der Wasserläufe und Erbauung von Talsperren im Flussgebiete der Görlitzer Neiße am Scheidebach die Talsperre Mühlscheibe erbaut. Nach dem Münchner Abkommen erfolgte 1938 die Angliederung an das Deutsche Reich; bis 1945 gehörte Mühlscheibe zum Landkreis Reichenberg. Nach dem Ende des Zweiten Weltkrieges kam Mühlscheibe zur Tschechoslowakei zurück und wurde 1946 in Mlýnice umbenannt. In den Jahren 1946 und 1947 wurden die meisten deutschböhmischen Bewohner vertrieben. Zwischen 1948 und 1960 gehörte das Dorf zum Okres Liberec-okolí, danach kam es wieder zum Okres Liberec zurück. Am 1. Juli 1980 wurde Mlýnice zusammen mit Nová Ves nach Chrastava eingemeindet. Seit Beginn des Jahres 1992 ist Mlýnice wieder ein Ortsteil der Gemeinde Nová Ves.
1991 hatte Mlýnice 38 Einwohner. Im Jahre 2001 bestand das Dorf aus 13 Wohnhäusern, in denen 28 Menschen lebten. Insgesamt besteht der Ort aus 15 Häusern.

## Ortsgliederung
Der Ortsteil Mlýnice bildet zugleich einen Katastralbezirk.

## Sehenswürdigkeiten
- Talsperre Mlýnice
- Meilenstein, geschützt als Kulturdenkmal